# Julian Gransztof
Julian Gransztof pseud. Jastrząb, Julek, Korski, Wiesław Korski (ur. 25 lutego 1914 w Rososzy koło Ryk; zm. 17 października 1975 w Lęborku) – uczestnik II wojny światowej, funkcjonariusz aparatu bezpieczeństwa i Milicji Obywatelskiej.

## Życiorys
Był synem Juliana. Po ukończeniu szkoły powszechnej w Rykach zaczął praktykować w fabryce kafli "Leopoldów" jako zdun-kaflarz i przez 3 lata uczęszczał do wieczorowej szkoły rzemieślniczej. Zaagitowany przez dawnego nauczyciela został w 1934 członkiem fabrycznej komórki KPP. W 1935 został wydalony z fabryki w Leopoldowie za udział w organizowaniu strajku, do wybuchu wojny pracował w różnych fabrykach kafli i na budowach.
W 1941 był współorganizatorem Stowarzyszenia Przyjaciół ZSRR w Garwolińskiem. Na początku 1942 uczestniczył w zebraniu aktywu Stowarzyszenia, na którym uchwalono akces do PPR i powołano Komitet Dzielnicowy (KD) PPR Ryki, w którego skład wszedł "Jastrząb" i opiekował się z jego ramienia rejonami Rososzy, Leopoldowa, Lasocina i Wylezina. 
Równocześnie od lutego 1942 do 27 stycznia 1944 był dowódcą tzw. terenu bojowego (Dzielnicy) nr 6 (południowa część Okręgu Warszawa-Prawa Podmiejska, na styku z Obwodem Lubelskim), a od połowy 1943 oficerem operacyjnym sztabu Okręgu Warszawa-Prawa Podmiejska. Pod koniec 1942 dowodził niewielkim oddziałem partyzanckim. W kwietniu 1943 utworzył 10-osobową grupę z rozbitego oddziału im. Kilińskiego, a w listopadzie 1943 skupił rozproszonych członków innych rozbitych oddziałów Gwardii Ludowej w nowy oddział, nad którym objął dowództwo. Oddział ten, oprócz akcji kolejowych (m.in. 9 listopada 1943 wysadził pociąg frontowy na linii Łuków-Dęblin, inicjując akcje kolejowe GL na tym terenie), prowadził akcje rozbrojeniowe, rozbijał urzędy gminne (np. 8 listopada 1943 urząd gminny w Trojanowie) i posterunki granatowej policji (np. w Kłoczewie). 
Na terenie Garwolińskiego nawiązał ścisłą współpracę z partyzantami sowieckimi, oddziałem RPPS w Rykach i oddziałem Batalionów Chłopskich F. Głowackiego "Kamfory", który później wstąpił do Armii Ludowej. Na początku 1944 jego oddział wszedł w skład zgrupowania AL pod dowództwem W. Sienkiewicza "Wilka" i został mianowany dowódcą oddziału specjalnego, z zadaniem przeprowadzenia akcji propagandowej i bojowej w odpowiedzi na nasilającą się walkę bratobójczą między AL a Armii Krajowej. Natychmiast po przybyciu na teren działania, 27 stycznia 1944, został ciężko raniony przez oddział AK Mariana Bernaciaka "Orlika". Leczył się do maja, po czym ponownie objął dowództwo nad oddziałem. Z powodzeniem wykonał zadanie opanowania niemieckiego lotniska w Ułężu w drugiej połowie lipca 1944, po czym wkroczył do Ryk, wypierając stamtąd oddział "Orlika" (który 26 lipca zajął samodzielnie to miasto z rąk niemieckich) i zabezpieczając mienie państwowe. 
W lipcu z jego inicjatywy odbyła się w Rykach narada dowódców oddziałów partyzanckich AL, AK i BCh w sprawie objęcia władzy przez PPR. Był też z ramienia PPR członkiem konspiracyjnej Powiatowej Rady Narodowej (PRN) w Rykach od chwili jej powstania w styczniu 1944. Za działalność bojową i organizacyjną Sztab Główny AL udzielił mu pochwały I stopnia i awansował na kaprala. 
27 lipca 1944 został komendantem posterunku MO w Rykach. Uczestniczył wówczas aktywnie w zwalczaniu polskiego podziemia niepodległościowego, w tym w obławach na członków oddziału "Orlika". 12 września 1944 został kilkakrotnie raniony przez żołnierza AK Wacława Kuchnio "Spokojnego" z oddziału "Orlika" ("Spokojny" zastrzelił wówczas towarzyszącego Gransztofowi kpt. Nikołaja Paramonowa, pracownika KW MO w Lublinie). Po wyleczeniu podjął służbę w MO kolejno w Otwocku, Kutnie i Płocku. Później został przeniesiony na Pomorze, gdzie od 14 marca do 24 maja 1945 był szefem MUBP w Gdyni. 
Od 24 do 29 maja 1945 był szefem PUBP w Elblągu; od 19 maja 1945 do 15 lipca 1946 pełnił obowiązki szefa PUBP w Lęborku, od 15 czerwca 1946 do 15 marca 1947 był zastępcą szefa Wojewódzkiego Urzędu Bezpieczeństwa Publicznego w Gdańsku, od 1 marca do 3 kwietnia 1947 – zastępcą szefa WUBP we Wrocławiu, od 1 do 28 lutego 1948 – szefem PUBP w Nowogardzie, 1 kwietnia 1948-20 stycznia 1949 wicedyrektorem Departamentu Ochrony Rządu w MBP, skąd został dyscyplinarnie usunięty. Do marca 1950 był zastępcą dowódcy jednostki LWP w Koszalinie. Następnie był dyrektorem kilku przedsiębiorstw, z których wyrzucono go za notoryczne pijaństwo.

## Odznaczenia
- Order Krzyża Grunwaldu III klasy (1946)[1],
- Order Virtuti Militari III klasy,
- Krzyż Kawalerski Orderu Odrodzenia Polski (1946)[2],
- Srebrny Krzyż Zasługi
- Krzyż Partyzancki.